# Toby Saks
Toby Saks (8 de enero de 1942 - 1 de agosto de 2013) fue una violonchelista estadounidense. Fue fundadora de la Seattle Chamber Music Society y miembro de la Filarmónica de Nueva York.
Nació en Nueva York en una familia de inmigrantes, Saks comenzó a tomar lecciones de música a la edad de cinco años, por primera vez en un piano y luego, a los nueve años, en un violonchelo. Estudió en la Escuela Superior de Artes Escénicas de Nueva York y más tarde en la Escuela Juilliard con Leonard Rose. Hizo actuaciones premiadas en el Concurso Internacional Chaikovski de Moscú y el Concurso Casals en Israel. En 1964, ganó un premio de conciertos Jóvenes Artistas. A finales de la década de 1960, se casó con el filósofo y escritor David Berlinski y tuvo dos hijos, su hija Claire (nacida en 1968) y su hijo Mischa (nacido en 1973). Tanto Claire y Mischa pasaron a ser autores publicados. Saks y David se divorciaron más tarde.
En 1971, Saks se convirtió en una de las primeras mujeres miembros de la Filarmónica de Nueva York. Sin embargo, con los años, se dio cuenta de que no le gusta tocar en una orquesta y, en 1976, aceptó un puesto de profesora en la Universidad de Washington, Departamento de Música, donde sustituiría al retirarse Eva Heinitz. En 1982, Saks afirmó haber perdido presentarse públicamente y que en Seattle no tuvo mayores lugares para hacerlo. Decidió cambiar eso y comenzó el Seattle Chamber Music Society, que cuenta con festivales de verano anfitriones de unos cuarenta artistas hasta hoy. Durante su carrera de treinta años como directora ejecutiva de la Sociedad, había contratado a unos 266 artistas, muchos de los cuales habían sido alojados por Saks y sus vecinos inmediatos. En 2012, James Ehnes, un exartista del festival, sucedió a Saks como directora artística de la Sociedad. Saks lo eligió ella misma.
En 2013, junto a su familia que la rodeaba, Saks fue diagnosticada con cáncer de páncreas después de problemas abdominales persistentes. Con la esperanza de participar en el festival de la Sociedad, optó por renunciar al tratamiento, y el 1 de agosto, murió a la edad de 71 años. Le sobreviven su esposo de 25 años, el Dr. Martin Greene, sus dos hijos y un nieto de Mischa.